# Glycyphana plicata
Glycyphana plicata är en skalbaggsart som beskrevs av Lansberge 1880. Glycyphana plicata ingår i släktet Glycyphana och familjen Cetoniidae. Inga underarter finns listade i Catalogue of Life.